# Lesencetomaj
Lesencetomaj je velká vesnice v Maďarsku v župě Veszprém, spadající pod okres Tapolca. Nachází se asi 5 km západně od Tapolcy, 12 km severovýchodně od Keszthely a 13 km jihozápadně od Sümegu. V roce 2015 zde žilo 1119 obyvatel, z nichž je 81 % maďarské národnosti.
Kromě hlavní části k Lesencetomaji připadají ještě malé části Billege, Birkásmajor, Csalit, Kalicsmajor, Piroscser, Szőlöhegy a Váralja.
Vesnice leží na silnicích 7342 a 84. Je přímo silničně spojená s obcemi Balatonederics, Lesencefalu, Lesenceistvánd, Nemesvita, Sümegprága, Uzsa, Vállus, Várvölgy a městy Sümeg a Tapolca. U Lesencetomaje pramení malý nepojmenovaný potůček, který se vlévá do potoka Lesence. Ten se vlévá do Balatonu.
V Lesencetomaji se nachází zámek Nedeczky-kastély.

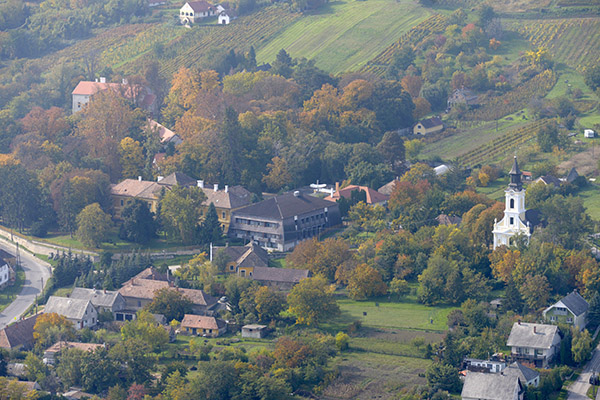
Lesencetomaj, zámek a kostel